# Gondangrejo (Windusari)
Gondangrejo is een bestuurslaag in het regentschap Magelang van de provincie Midden-Java, Indonesië. Gondangrejo telt 3768 inwoners (volkstelling 2010).